# Mojęcice

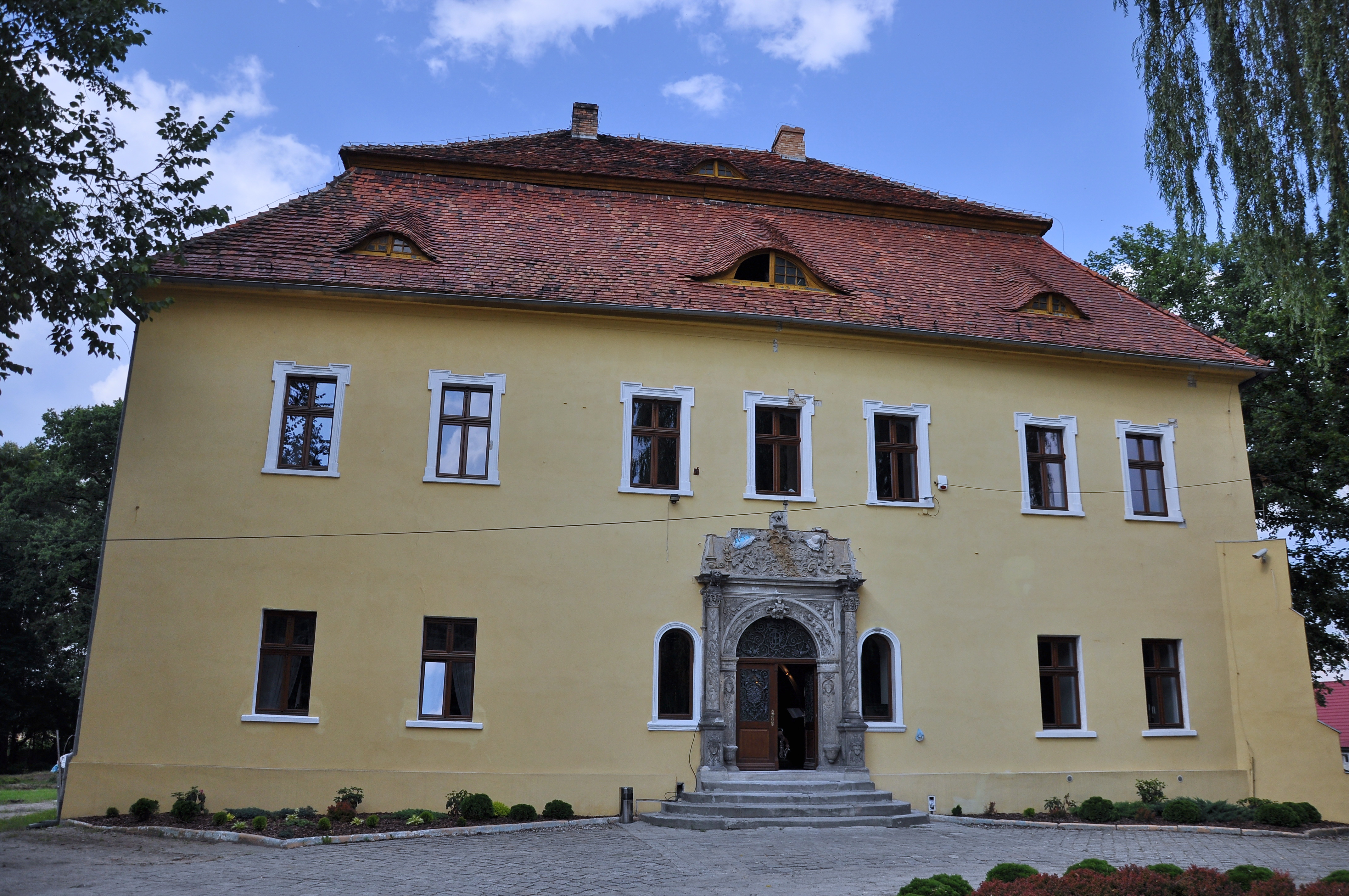
Dwór obronny w Mojęcicach

Mojęcice (niem. Mondschütz) – wieś w Polsce położona w województwie dolnośląskim, w powiecie wołowskim, w gminie Wołów.
| SIMC    | Nazwa | Rodzaj     |
| ------- | ----- | ---------- |
| 0883347 | Kąty  | przysiółek |

W latach 1945–1954 siedziba gminy Mojęcice. W latach 1954–1961 wieś należała i była siedzibą władz gromady Mojęcice, po jej zniesieniu w gromadzie Wołów. W latach 1975–1998 miejscowość administracyjnie należała do województwa wrocławskiego.

## Demografia
Według Narodowego Spisu Powszechnego (III 2011 r.) liczyły 1074 mieszkańców. Są drugą co do wielkości miejscowością gminy Wołów.

## Nazwa
Wieś wymieniona została w staropolskiej, zlatynizowanej formie Moiansitz w łacińskim dokumencie wydanym w 1202 roku wydanym we Wrocławiu, przez kancelarię biskupa wrocławskiego Cypriana.
W księdze łacińskiej Liber fundationis episcopatus Vratislaviensis (pol. Księga uposażeń biskupstwa wrocławskiego) spisanej za czasów biskupa Henryka z Wierzbna w latach 1295–1305 miejscowość wymieniona jest w zlatynizownej formie Moyanocziczi.

## Historia
Wieś wzmiankowana po raz pierwszy w 1202 r., następnie w 1308 r. jako własność Merbota de Hugewitz (von Haugwitz), który 9 lat później wydzierżawił wieś rodzinie von Stosch i ostatecznie w 1466 r. sprzedał ją Melchiorowi II von Stoschowi. Kolejnymi właścicielami wsi byli: Heinrich von Kottwitz und Kontopp (1747 r.), Otto Sigismund von Kockritz z Żerkowa (1780 r.), Diepold baron von Kockritz und Friedland (druga połowa XIX wieku), a ostatnim z tej rodziny był dr Friedrich August.
Wieś spustoszona przez epidemię dżumy w 1609 r. (zmarło ok. 100 mieszkańców) oraz przez wojnę trzydziestoletnią. Od XVI w. wieś była ważnym lokalnym ośrodkiem reformacji. W XVII w. funkcjonował tu jeden z nielicznych na Śląsku kościołów luterańskich, który od 1648 r. do XVIII w. był kościołem parafialnym dla protestantów z 30 sąsiednich miejscowości, nawet tak odległych jak okolice Środy Śląskiej. W XVII w. we wsi mieszkał Adam Thebes - pastor i poeta, autor pieśni religijnych. Aż do początku XX w. wieś była niemal całkowicie protestancka. Przed 1945 r. parafia luterańska w Mojęcicach liczyła ok. 1500 wiernych i obejmowała siedem sąsiednich wsi. Ostatnim duchownym tej parafii (od 1925 do 1945 r.) był pastor Johannes Langer.
Już w XIII w. istniał tu gródek rycerski, otoczony rowem i częstokołem. W XIV w. został on przekształcony na wieżę mieszkalno-obronną przez ród Stoschów. W 1616 roku rozpoczęto budowę renesansowego dworu, którą prowadził budowniczy legnicki Balthasar Reymann dla Friedricha von Stosch. Budowla zawaliła się i przejął ją kolejny budowniczy Anton Fodige (Fedige lub Joh Foditze) z Lubska i zakończył ok. 1620 roku. W 1824 roku dwór doczekał się gruntownej przebudowy z inicjatywy Ludwiga von Köckritza, królewskiego szambelana.
Po 1945 roku pałac gruntownie przebudowano jako miejsce dla przedszkola i biur PGR-u. W 1994 r. został wydzierżawiony przez AWRSP prywatnej osobie.
Mojęcice w latach 1916–1961 posiadały połączenie kolejowe z Wołowem, Lubiążem i Malczycami przez most kolejowy (obecnie drogowy) na Odrze. Istniała tutaj stacja kolejowa. Tory zostały rozebrane po 1970 r.

## Zabytki
Do wojewódzkiego rejestru zabytków wpisane są:
- kościół filialny pw. Matki Bożej Różańcowej, z drugiej połowy XV w., koniec XVI w.
- zespół dworski:
  - dwór obronny, zbudowany w stylu renesansowym w latach 1616-1624, zmodyfikowany wskutek przebudowy w 1824 r. Częściowo zachował się renesansowy portal z 1620 r. do dworu Friedricha von Stosch. Portal wykonał Johann Pol z Głogowa[14].
  - park, z XIX w.